# Sefkerinska bara
Sefkerinska bara nastala je 1970. godine, usled prekomernog izlivanja Tamiša. Sa jedne strane bare graniči je nasip koji je dužine 1 kilometar, a sa druge strane graniči se sa šumom. Bara se svake godine obnavlja tako što se tamis izliva. Šuma je zasađena 1990. godine. U šumi je zasađen jablan. Danas prečnik debala je najmanje 1 metar, visina drveća je u proseku 20 metara. Površina bare je 7,5 hektara. Najveće dubina u bari su malo više od 1 metra. Nasip je visine 8 metara. 

## Istorija
Istorija koja prati Sefkerinsku baru je da nekada nije postojao nasip i da bara nije imala granice. Prilikom visokog nivoa Tamiša dolazilo je do izlivanja i voda je dolazila meštanima do kuća i ugrožavala im je domove. Tada bi bara bila pet puta veća nego što je danas.

## Okolina bare
Okolina bare je veoma živopisna, poseduje veoma raznolike biljne i životnjske vrste. Nasip je pun raznih lekovitih trava i korenova. Kraj bare se nalazi dug red žalosnih vrba, i bagrenca koji otezavaju prilaz bari. Sa druge strane bare je šuma koja je veoma mračna kada prolista. Šuma zauzma 200 hektara.

## Stanište
Bara sa svojom oklinom je staniste za raznolike životinjske vrste. Staniste je za neke specifične ptice koje se ne mogu videti stalno i na svakom mestu. Bara sa okolinom broji oko 150 različitih životinjskih vrsti, počev od sitnih insekata do ptica pa do životinja. Bara je stanište jedne od ređih ptica a to je crna roda, i orao belorepan.
Crna Roda je poznata barska i močvarska ptica, ne voli da bude u blizini čoveka. Hrani se ribom, žabama i zmijama. Zanimljivost za njih je da kad nađu svog para sa njim žive do kraja svog životnog veka. Za godinu dana su stanju da izvedu 2 do 3 mladunca. Orao belorepan je specifična ptica po svojoj veličini raspona krila, u proseku raspon krila mu je od 2,0 da 2,4 metra. Hrani se ribom. U sefkerinskom području su zapažena samo dva orla belorepana. To govori o tome koliko su retki. 

## Životinje koje naseljavju
Životinje koje naseljavaju baru su. U šumi stanuju, orlovi, kobčevi, divlji golubovi, vrane, slavuji. Specifično je to da u šumi ima čak i šakala, divljih svinja, srna.
U vodi žive životinje koje se mogu prilagoditi na mali vodeni pritisak, i jako tople vode kao sto je ova bara tokom leta. Najvise od riba ima: Američkih somića ili poznatijih kao cverglan, zatim štuka babušaka, belih riba, crvenoperki, karaša. U vodi se nalaze raznolike trave i alge i lokvanji, koje daju lepotu bari. Pored toga u vodi na dnu se nalazi mnogo račića, školjki, puževa i raznih larvi insekata.